# Sabanejewia vallachica
Sabanejewia vallachica är en fiskart som först beskrevs av Nalbant, 1957.  Sabanejewia vallachica ingår i släktet Sabanejewia och familjen nissögefiskar. IUCN kategoriserar arten globalt som nära hotad. Inga underarter finns listade i Catalogue of Life.